# Paranoïaque (film)
Pour plus de détails, voir Fiche technique et Distribution.
Paranoïaque (Paranoiac) est un thriller psychologique britannique réalisé par Freddie Francis et mettant en vedette Oliver Reed. Produit par la Hammer, il est sorti en 1963.

## Synopsis
Simon (Oliver Reed) et Eleanor Ashby (Janette Scott) vivent dans leur vieille demeure ancestrale de la campagne anglaise. Simon veut hériter seul de la succession de leurs parents décédés et cherche à faire passer sa sœur pour malade mentale afin de la faire interner. Soudain, un homme mystérieux (Alexander Davion) apparait et prétend être le frère Tony, mort huit ans plus tôt. Il avait alors laissé une note de suicide et apparemment sauté du haut d'une falaise du littoral.
Eleanor le croit, mais Simon est sceptique. Il sait en effet que cet homme est un imposteur car c'est lui qui a écrit la note de suicide avant d'assassiner son frère. Plein de remords, il a ensuite caché le corps derrière un mur de briques dans une petite maison sur le domaine. C'est dans cette maison qu'il a institué une sorte de rituel avec sa tante complice. Celle-ci, maquillée comme son frère, chante pendant que Simon joue de l'orgue. Un jour, l'imposteur qui se fait passer pour Tony  les surprend en plein rituel à travers la fenêtre mais il est repéré par la tante.
Eleanor constate bientôt que celui qu'elle prend pour Tony ne lui porte pas vraiment un amour fraternel. De dépit, elle est sur le point de se suicider lorsque le faux Tony lui avoue qu'il n'est pas son frère mais un imposteur embauché par les frères Kossett, une famille d'avocats.
L'imposteur est capturé et ligoté par Simon qui le force à regarder le rituel qu'il fait avec sa tante. À ce moment, il se rappelle tous les détails ayant abouti à la mort de son frère. Un incendie éclate au moment où Eleanor arrive pour délivrer l'imposteur. Avant de s'éloigner avec lui, elle aperçoit brièvement le corps de Tony derrière le mur de la bâtisse en feu. Simon, devenu complètement fou, meurt dans l'incendie de la maison en étreignant le corps de son frère.

## Fiche technique
- Titre français : Paranoïaque[1]
- Titre original : Paranoiac
- Réalisation : Freddie Francis
- Scénario : Jimmy Sangster (d'après une nouvelle de Josephine Tey)
- Costumes : Molly Arbuthnot
- Photographie : Arthur Grant
- Son : James Groom
- Effets spéciaux : Les Bowie
- Musique : Elisabeth Lutyens
- Montage : Don Mingaye
- Production : Anthony Hinds
- Société de production: Universal
- Pays d'origine : Royaume-Uni
- Format : Noir et Blanc
- Langue : anglais
- Genre : Drame psychopathologique, Thriller psychologique
- Durée : 80 minutes
- Dates de sortie :
  - États-Unis : 15 mai 1963
  - France : 31 juillet 1963
  - Royaume-Uni : 26 janvier 1964

## Distribution
- Janette Scott : Eleanor Ashby
- Oliver Reed : Simon Ashby
- Sheila Burrell : tante Harriet
- Alexander Davion : Tony Ashby/l'imposteur
- Maurice Denham : John Kossett
- Liliane Brousse : Françoise
- Harold Lang : l'aviateur
- John Benney : Keith Kossett
- John Stuart : William
- Colin Tapley (non crédité) : vicaire
- Arnold Diamond